# کوم یعقوب، قنا
کوم یعقوب (به عربی: كوم يعقوب)، روستایی از توابع شهرستان ابو تشت در استان قنا و کشور مصر است.

## جمعیت
براساس سرشماری سال ۲۰۰۶ مصر، جمعیت آن ۹۳۳۷ نفر(۴۴۴۸ مرد و ۴۸۸۹ زن) بوده‌است.